# Tegh Bahadur
Tegh Bahadur (Panjabi ਤੇਗ਼ ਬਹਾਦੁਰ; * 1. April 1621; † 11. November 1675 in Delhi) war der neunte Guru der Sikhs.

## Leben und Wirken
Er war Sohn des sechsten Gurus der Sikhs, Har Gobind. Am 16. April 1664 übernahm er das Guru-Amt, nachdem sein Vorgänger im Amt Har Krishan an den Folgen einer Pockenerkrankung im Alter von nur sieben Jahren in Delhi gestorben war. Da zu seiner Amtszeit viele Muslime und Hindus zum Sikhismus konvertierten, stand der Mogul-Kaiser Aurangzeb der Entwicklung der Sikhs kritisch gegenüber und ließ Tegh Bahadur letztlich im Jahr 1675 in Delhi hinrichten. Tegh Bahadurs Kopf soll seinem Sohn Gobind Singh überbracht worden sein, der damals neun Jahre alt war. Dieser wurde dann am 11. November 1675 der zehnte und letzte menschliche Guru.
| Personendaten    | Personendaten          |
| ---------------- | ---------------------- |
| NAME             | Tegh Bahadur           |
| KURZBESCHREIBUNG | neunter Guru der Sikhs |
| GEBURTSDATUM     | 1. April 1621          |
| STERBEDATUM      | 11. November 1675      |
| STERBEORT        | Delhi                  |